# 泥灰岩

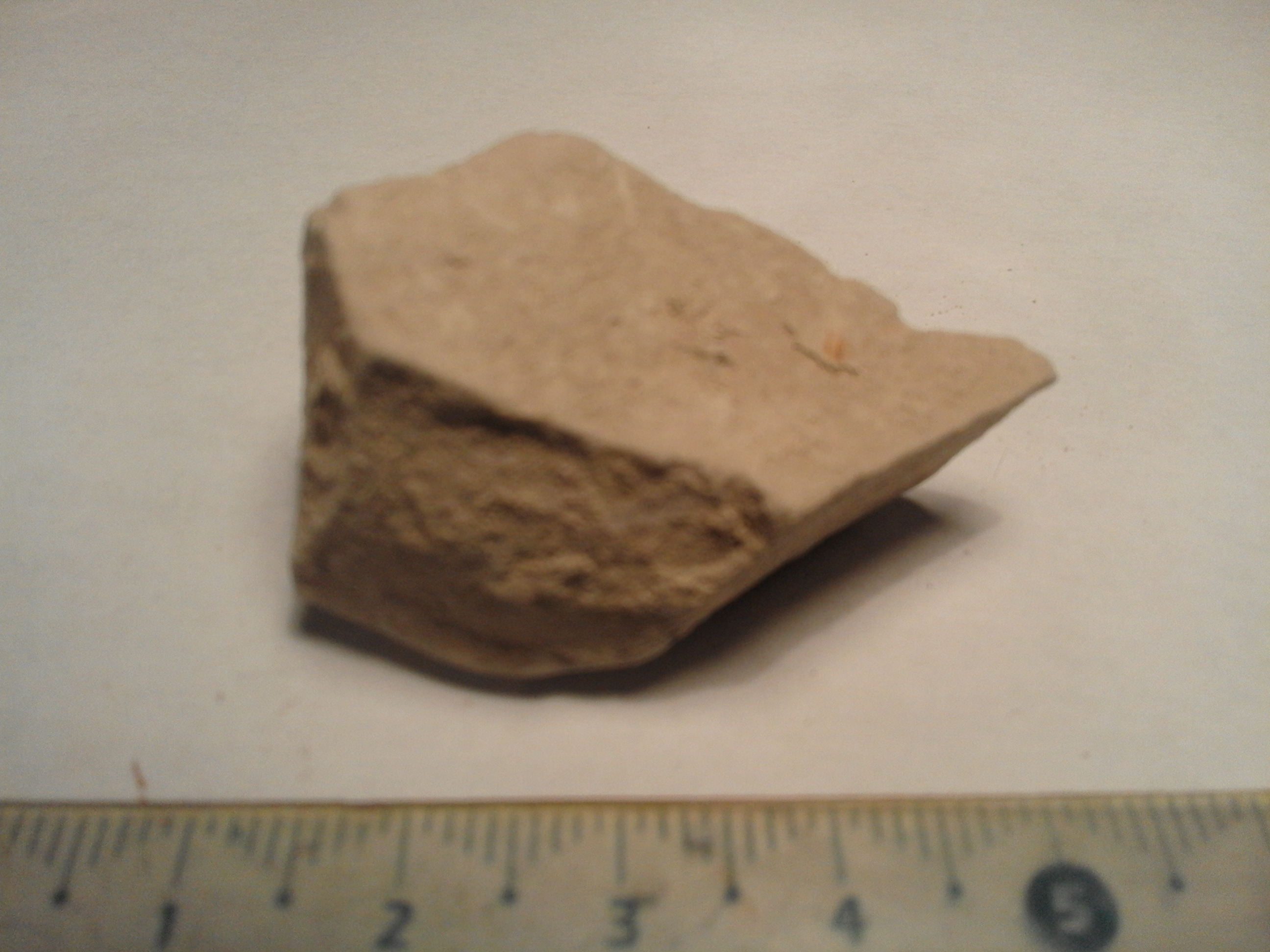
泥灰岩（法国诺曼底）

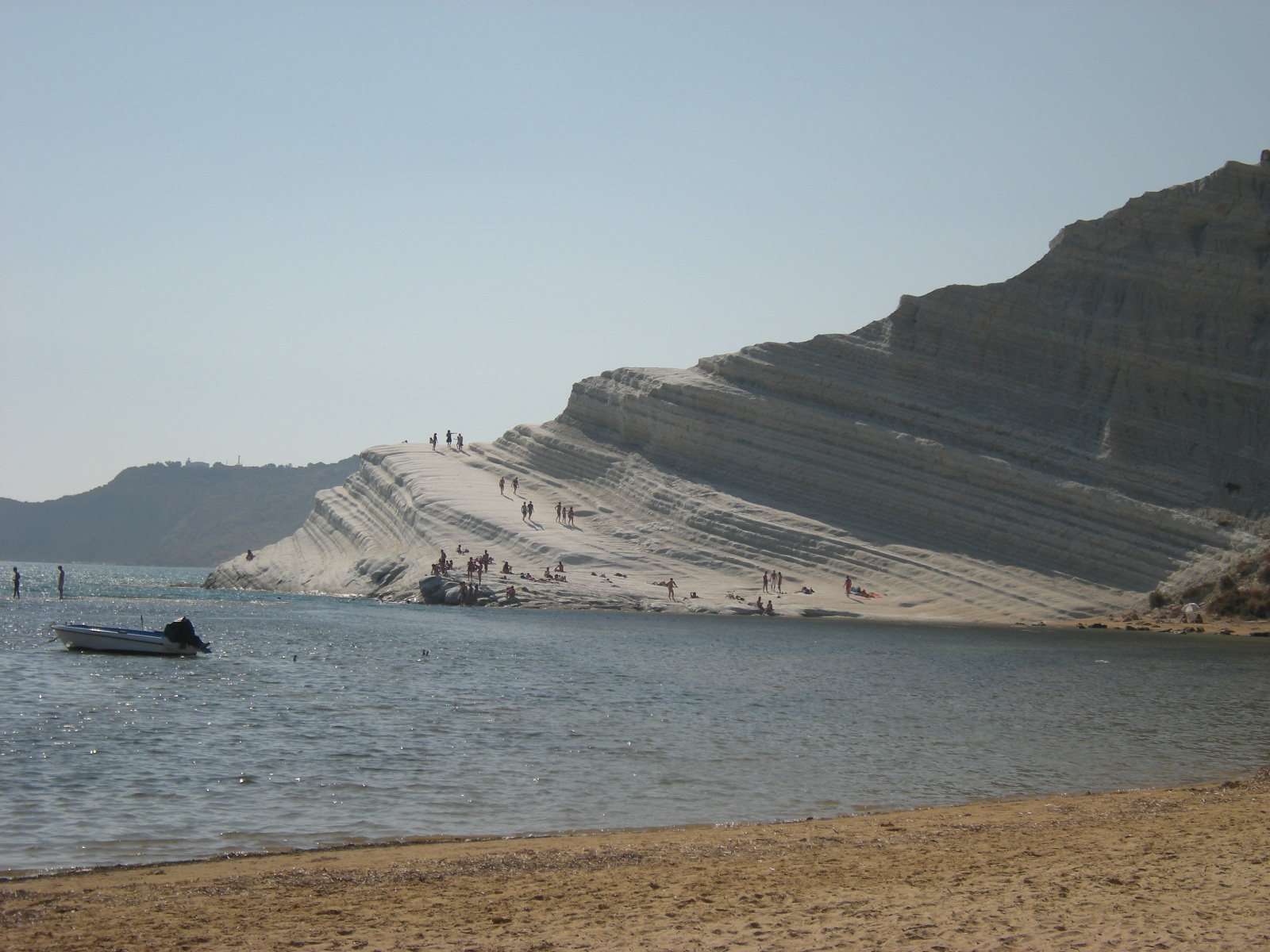
西西里岛南侧土耳其阶梯海岸的泥灰岩岩层

泥灰岩（英語：或）是一种富含碳酸鈣或石灰的泥土或泥岩，其中包含不同数量的粘土矿物和淤泥。泥灰岩中大部分含碳矿物质通常为方解石，但也存在霰石、白云石、菱铁矿等含碳矿物质。